# Цзинь Боян
Цзинь Боя́н (кит. упр. 金博洋, пиньинь Jīn Bóyáng; род. 3 октября 1997, Харбин) — китайский фигурист, выступающий в одиночном катании. Двукратный бронзовый призёр чемпионата мира (2016, 2017), чемпион четырёх континентов (2018), двукратный серебряный призёр чемпионата четырёх континентов (2016, 2019), серебряный призёр Азиатских игр (2017) и пятикратный чемпион Китая (2014—2017, 2019).
Цзинь — первый фигурист, исполнивший каскад четверной лутц — тройной тулуп на официальных соревнованиях под эгидой Международного союза конькобежцев, а также первый фигурист, исполнивший четыре четверных прыжка в одной программе на международных соревнованиях. Первый китайский фигурист, завоевавший медаль в мужском одиночном катании на чемпионате мира.
По состоянию на 26 апреля 2025 года занимает 29-е место в рейтинге Международного союза конькобежцев (ИСУ).

## Карьера

### Ранние годы
Цзинь Боян родился в Харбине 3 октября 1997 года. С детских лет занимается фигурным катанием. С осени 2012 года он начал выступать на юниорских этапах Гран-при, и сразу сумел пробиться в финал в Сочи. На следующий олимпийский сезон он смог вновь выйти в юношеский финал и выиграть его, переломив ситуацию после короткой программы. Ко всему прочему он также стал и чемпионом КНР.

### Сезон 2014/2015
В после олимпийский сезон Цзинь вновь уверенно вышел в юниорский финал Гран-при, однако на этот раз он хоть и шёл после короткой программы на втором месте, но на подиум не попал. В китайском чемпионате вновь стал чемпионом и получил право в 3-й раз представлять Поднебесную на чемпионатах мира среди юниоров. На юниорском чемпионате в Таллине китайский фигурист в сложнейшей борьбе уступил золото японцу Уно.

### Сезон 2015/2016
Новый сезон он начал среди взрослых. На домашнем Кубке Китая в серии Гран-при улучшил все свои прежние спортивные достижения и занял второе место. На заключительном этапе Гран-при в Нагано он занял второе место и превзошёл свои достижения в короткой программе и сумме. После этого он впервые вышел в финал Гран-при. В Барселоне он выступил не совсем удачно и финишировал предпоследним, но улучшил свои достижения в произвольной программе. При этом шёл в тройке призёров после короткой программы..
2015 год завершился для китайца третьей подряд победой на национальном первенстве.
В январе 2016 года принял участие в китайских Национальных Зимних играх, где занял первое место. В следующем месяце китайская сборная отправиласҗ в Тайбэй для участия в чемпионате четырёх континентов. В соревнованиях мужчин Цзинь Боян лидировал после короткой программы (попутно установив личный рекорд), обходя на 5 баллов японца Сёму Уно, а в произвольной и в итоговом протоколе финишировал вторым, вслед за канадцем Патриком Чаном. Разница между обладателями первого и второго места составила всего 0,38 балла. При этом Цзинь впервые в мире чисто исполнил в одной программе четыре четверных прыжка (лутц, сальхов, тулуп сольный и в каскаде с двойным тулупом). На чемпионате мира в американском Бостоне в борьбе завоевывает бронзовую медаль — первую в истории мужского одиночного катания Китая.

### Сезон 2016/2017
В середине октября китайский фигурист выступал на этапе Гран-при в Чикаго, где на Кубке Америки он начал новый предолимпийский сезон и занял место в середине таблицы. В середине ноября он принял участие на своём втором в этом сезоне этапе Гран-при в Пекине, где на Кубке Китая занял в упорной борьбе второе место, после короткой программы занимал первое место. Это позволило ему стать запасным в финале Гран-при, в Марселе. Перед Новым Годом он в очередной раз стал чемпионом страны.
В феврале фигурист выступал в Канныне на континентальном чемпионате, который он завершил лучшим из китайских фигуристом, пятым. Через неделю китайский спортсмен принял участие в Саппоро в VIII зимних Азиатских играх, где он в упорной борьбе уступил первое место. При этом он улучшил своё прежние спортивное достижение в короткой программе.
В конце марта китайский одиночник выступил на мировом чемпионате в Хельсинки, где ему в упорной борьбе удалось выиграть бронзовую медаль. При этом он завоевал для своей страны два места на предстоящей Олимпиаде в Южной Корее и улучшил все свои прежние спортивные достижения. Через три недели после этого фигурист был отправлен на командный чемпионат мира, где выступил очень прилично.

### Сезон 2017/2018
В начале октября китайский одиночник начал новый олимпийский сезон в Эспоо, на Трофее Финляндии, где финишировал с золотом. Через месяц фигурист выступил на домашнем этапе серии Гран-при в Пекине, где финишировал с серебряной медалью. В конце ноября на американском этапе в Лейк-Плэсиде он финишировал рядом с пьедесталом. По результатам участия в Гран-при вышел в финал Гран-при, однако по ряду причин он снялся с финала. Пропустив Финал Гран-при и чемпионат Китая, Боян получил возможность восстановиться от травм, которые не позволяли фигуристу в последнее время выступать на высоком уровне.
Полную физическую и техническую готовность китаец продемонстрировал в январе на чемпионате четырёх континентов в Тайбее, который является заключительным стартом перед главным соревнованием четырехлетнего цикла — Олимпийскими играми в Пхёнчхане. Безошибочно исполнив короткую программу, Боян расположился на втором месте, проиграв чуть больше 0,3 балла японцу Сёме Уно. В произвольной программе Боян Цзинь безошибочно исполняет четыре четверных прыжка (четверной лутц, четверной сальхов, четверной тулуп — двойной тулуп, четверной тулуп) и два тройных акселя, что позволяет обогнать в итоговом протоколе японца и впервые в карьере стать чемпионом четырех континентов.
Цзинь не стал принимать участие в командных соревнованиях на Олимпийских играх. В середине февраля в Канныне на личном турнире Олимпийских игр китайский одиночник выступил очень удачно и улучшил своё прежние достижение в короткой программе. Фигурист в итоге финишировал на четвёртом месте. На чемпионате мира в Милане занял пятое место в короткой программе и двадцать третье в произвольной. В итоговом протоколе расположился на девятнадцатом месте.

### Сезон 2018/2019
Боян начал сезон на Гран-при в Финляндии, где занял третье место в короткой и пятое в произвольной программе, по итогам двух прокатов показав пятый результат. На этапе Гран-при во Франции по сумме двух программ занял девятое место. В декабре выиграл чемпионат Китая. На чемпионате четырех континентов 2019 занял второе место улучшив свои показатели в произвольной программе и по сумме баллов. На чемпионате мира 2019 в Сайтаме выступил неплохо, заняв пятое место.

### Сезон 2019/2020
Новый сезон начал с победы на турнире Lombardia Trophy 2019. На турнире Shanghai Trophy завоевал бронзовую медаль. На первом этапе Гран-при Skate America занимал девятое место после короткой программы, в произвольной был пятым, по итогам двух программ финишировал на шестом месте. На втором этапе, на Cup of China, из-за падения с четверного лутца занял второе место в короткой программе, вслед за Янь Ханем. В произвольной программе чисто прыгнул четверной лутц, все остальные прыжки тоже хорошо исполнил, лишь допустил ошибку на четверном тулупе, сдвоив его. В общей сумме набрал 261,53 балл и впервые в своей карьере выиграл золотую медаль Гран-при. Набранных очков ему хватило для попадания в финал Гран-при, где он занял 5-е место.
В короткой программе на чемпионате четырёх континентов исполнил каскад четверной лутц — тройной тулуп и четверной тулуп, что позволило ему занять промежуточное второе место. В произвольной программе допустил ошибки и в итоговой таблице расположился на четвёртом месте. Чемпионат мира в Монреале, где должен был выступить Цзинь, был отменён из-за пандемии коронавируса.

### Сезон 2020/2021
В ноябре 2020 года выступил на этапе Гран-при Cup of China, в который из-за пандемии COVID-19 были внесены изменения и на соревновании выступили лишь китайские фигуристы. Цзинь чисто исполнил исполнил короткую программу, в произвольной допустил ошибки. И в короткой, и в произвольной программе стал первым и выиграл золотую медаль турнира.
На чемпионате мира 2021 выступил крайне неудачно. Он занял девятнадцатое место после короткой программы, в произвольной — двадцать второе, завершил турнир на двадцать втором месте.

### Сезон 2021/2022
Новый олимпийский сезон начал на турнире Asian Open Trophy, где завоевал бронзовую медаль. В ноябре 2021 года выступил на этапе Гран-при В Италии. Цзинь без ошибок исполнил короткую программу и выиграл её. В произвольной программе допустил много ошибок и в итоговом зачёте опустился на седьмое место.
Цзинь вошёл в состав сборной Китая на Олимпийские игры в Пекине. Он выступил в командных соревнованиях. По итогам короткой программы стал шестым и принёс в актив сборной Китая 5 очков. В произвольной программе стал четвёртым и набрал ещё 7 очков. Сборная Китая в общем зачёте заняла пятое месте.
В личных соревнованиях одиночников исполнил четверной лутц в каскаде с тройным тулупом, четверной тулуп, но ошибся при исполнении тройного акселя и занял одиннадцатое место в короткой программе. В произвольной программе исполнил три четверных прыжка, ошибся лишь при исполнении тройного флипа, набрал 179,45 баллов. В сумме набрал 270,43 баллов и завершил турнир на девятом месте.

## Стиль катания
В последние годы Боян делает ставку на исключительную сложность прыжковых элементов, а в сезоне 2015-16 впервые в истории фигурного катания заявил шесть четверных прыжков в двух программах, а также включил три разных четверных прыжка и чисто выполнил самый сложный элемент в фигурном катании, каскад четверной лутц — тройной тулуп.

## Программы
| Сезон     | Короткая программа | Произвольная программа | Показательные номера |
| --------- | --- | --- | --- |
| 2024—2025 | - «Fought & Lost» Сэм Райдер, Брайан Мэй хореография: Джоуи Рассел                                                                | - «More Than a Feeling» Boston хореография: Дэвид Уилсон | - «Angel» Westlife |
| 2023—2024 | - «Vienna» Ultravox хореография: Джоуи Рассел                                                                                     | - «This» Эд Ширан, Гордон Милс - «Precious Lost Love» Карл Хьюго хореография: Дэвид Уилсон | - «I’m Good (Blue)» Давид Гетта, Биби Рекса хореография: Миша Ге |
| 2022—2023 | - «Seven Nation Army» The White Stripes хореография: Джоуи Рассел                                                                 | - «This» Эд Ширан, Гордон Милс - «Precious Lost Love» Карл Хьюго хореография: Дэвид Уилсон | - «Angel» Westlife |
| 2021—2022 | - «Крадущийся тигр, затаившийся дракон»: - «Night Fight» - «Eternal Vow» Тань Дунь хореография: Лори Николь                       | - «Invocacion y Danza» Хоакин Родриго в исполнении Милоша Карадаглича - «Bolero» Морис Равель хореография: Лори Николь | - «Angel» Westlife |
| 2020—2021 | - «Trio 1 in D» - «Mechanisms» Кирилл Рихтер хореография: Ше-Линн Бурн                                                            | - «House of the Rising Sun» The House on Cliff хореография: Лори Николь | - «Spider-Man Theme» (Junkie XL Remix) Майкл Бубле - «Angel» Westlife |
| 2019—2020 | - «First Light» Cinematic Pop, Спенсер Джонс хореография: Лори Николь                                                             | - «Path Of Silence» Филипп Бриан, Габриел Сабан, Анн-Софи Верснайен - «Yellow Moon» Лука Д'Альберто хореография: Бенуа Ришо | - «Soldier» Гевин ДеГро - «Angel» Westlife |
| 2018—2019 | - «While My Guitar Gently Weeps» The Beatles в исполнении Питера Фрэмптона хореография: Лори Николь                               | - «Hable con ella» (из фильма «Поговори с ней») Альберто Иглесиас - «Ciudad de las Ideas» Висенте Амиго хореография: Лори Николь | - «While My Guitar Gently Weeps» The Beatles в исполнении Питера Фрэмптона - «Angel» Westlife - «A Love Before Time» (из фильма «Крадущийся тигр, затаившийся дракон») Тань Дунь в исполнении Йо Йо Ма |
| 2017—2018 | - «A Love Before Time» (из фильма «Крадущийся тигр, затаившийся дракон») Тань Дунь в исполнении Йо Йо Ма хореография: Лори Николь | - «Марс, вестник войны» (из симфонической сюиты «Планеты») Густав Холст - «Cantina Band» (из фильма «Звёздные войны. Эпизод IV: Новая надежда») Джон Уильямс - «Guardians of the Whills Suite» (из фильма «Изгой-один. Звёздные войны: Истории») Майкл Джаккино - «The Throne Room/Finale» (из фильма «Звёздные войны. Эпизод IV: Новая надежда») Джон Уильямс хореография: Лори Николь | - «A Love Before Time» (из фильма «Крадущийся тигр, затаившийся дракон») Тань Дунь в исполнении Йо Йо Ма - «Spider-Man Theme» Майкл Бубле                                                              |
| 2016—2017 | - «Spider-Man Theme» (Junkie XL Remix) Майкл Бубле хореография: Лори Николь                                                       | - «La Strada» (из фильма «Дорога») Нино Рота хореография: Лори Николь | - «Nitro» Дик Дейл |
| 2015—2016 | - «Tango Amore» Эдвин Мартон хореография: Джастин Диллон                                                                          | - «Dragon Racing» (из мультфильма «Как приручить дракона 2») Джон Пауэлл хореография: Джастин Диллон | - «Chimes» Hudson Mohawke - «Technologic» Daft Punk |
| 2014—2015 | - «Tango Amore» Эдвин Мартон хореография: Джастин Диллон                                                                          | - «Dragon Racing» (из мультфильма «Как приручить дракона 2») Джон Пауэлл хореография: Джастин Диллон | - «Tango Amore» Эдвин Мартон - «Баядерка» Людвиг Минкус |
| 2013—2014 | - «Баядерка» Людвиг Минкус хореография: Hailan Jiang                                                                              | - Чарли Чаплин попурри хореография: Hailan Jiang | - Майкл Джексон попурри - «Баядерка» Людвиг Минкус |
| 2012—2013 | - «Chambermaid Swing» Parov Stelar хореография: Hailan Jiang                                                                      | - Чарли Чаплин попурри хореография: Hailan Jiang | - Майкл Джексон попурри |

## Результаты
| Соревнования                            | 10/11         | 11/12         | 12/13         | 13/14         | 14/15         | 15/16         | 16/17         | 17/18         | 18/19         | 19/20         | 20/21         | 21/22         | 22/23         | 23/24         | 24/25         |
| Международные                           | Международные | Международные | Международные | Международные | Международные | Международные | Международные | Международные | Международные | Международные | Международные | Международные | Международные | Международные | Международные |
| --------------------------------------- | ------------- | ------------- | ------------- | ------------- | ------------- | ------------- | ------------- | ------------- | ------------- | ------------- | ------------- | ------------- | ------------- | ------------- | ------------- |
| Зимние Олимпийские игры                 |               |               |               |               |               |               |               | 4             |               |               |               | 9             |               |               |               |
| Чемпионат мира                          |               |               |               |               |               | 3             | 3             | 19            | 5             | С             | 22            |               | 22            | 39            |               |
| Чемпионат четырёх континентов           |               |               |               |               |               | 2             | 5             | 1             | 2             | 4             |               |               | 7             | 5             |               |
| Финал Гран-при                          |               |               |               |               |               | 5             |               |               |               | 5             |               |               |               |               |               |
| Этап Гран-при: Cup of China             |               |               |               |               |               | 2             | 2             | 2             |               | 1             | 1             |               |               | 7             | 8             |
| Этап Гран-при: Финляндия                |               |               |               |               |               |               |               |               | 5             |               |               |               |               |               |               |
| Этап Гран-при: Internationaux de France |               |               |               |               |               |               |               |               | 9             |               |               |               |               | 8             | 8             |
| Этап Гран-при: NHK Trophy               |               |               |               |               |               | 2             |               |               |               |               |               |               |               |               |               |
| Этап Гран-при: Skate America            |               |               |               |               |               |               | 5             | 4             |               | 6             |               |               |               |               |               |
| Этап Гран-при: Италия                   |               |               |               |               |               |               |               |               |               |               |               | 7             |               |               |               |
| Челленджер. Finlandia Trophy            |               |               |               |               |               |               |               | 1             |               |               |               |               |               |               |               |
| Челленджер. Lombardia Trophy            |               |               |               |               |               |               |               |               |               | 1             |               |               |               |               |               |
| Челленджер. Autumn Classic              |               |               |               |               |               |               |               |               |               |               |               |               |               | 5             |               |
| Челленджер. Золотой конёк Загреба       |               |               |               |               |               |               |               |               |               |               |               |               |               | 1             |               |
| Зимние Азиатские игры                   |               |               |               |               |               |               | 2             |               |               |               |               |               |               |               |               |
| Shanghai Trophy                         |               |               |               |               |               |               |               |               |               | 3             |               |               |               | 3             |               |
| Asian Open Trophy                       |               |               |               |               |               |               |               |               |               |               |               | 3             |               |               |               |
| Международные командные                 |               |               |               |               |               |               |               |               |               |               |               |               |               |               |               |
| Зимние Олимпийские игры                 |               |               |               |               |               |               |               |               |               |               |               | 5             |               |               |               |
| Командный чемпионат мира                |               |               |               |               |               |               | 5             |               |               |               |               |               |               |               |               |
| Team Challenge Cup                      |               |               |               |               |               | 3             |               |               |               |               |               |               |               |               |               |
| Международные среди юниоров             |               |               |               |               |               |               |               |               |               |               |               |               |               |               |               |
| Чемпионат мира среди юниоров            |               |               | 4             | 6             | 2             |               |               |               |               |               |               |               |               |               |               |
| Финал юниорского Гран-при               |               |               | 5             | 1             | 4             |               |               |               |               |               |               |               |               |               |               |
| Этап Гран-при: Эстония                  |               |               |               | 1             |               |               |               |               |               |               |               |               |               |               |               |
| Этап Гран-при: Франция                  |               |               | 1             |               |               |               |               |               |               |               |               |               |               |               |               |
| Этап Гран-при: Япония                   |               |               |               |               | 1             |               |               |               |               |               |               |               |               |               |               |
| Этап Гран-при: Латвия                   |               |               |               | 1             |               |               |               |               |               |               |               |               |               |               |               |
| Этап Гран-при: Словения                 |               |               | 2             |               | 1             |               |               |               |               |               |               |               |               |               |               |
| Asian Open Trophy                       |               | 1             |               |               |               |               |               |               |               |               |               |               |               |               |               |
| Национальные                            |               |               |               |               |               |               |               |               |               |               |               |               |               |               |               |
| Чемпионат Китая                         | 6             | 4             | 3             | 1             | 1             | 1             | 1             |               | 1             |               |               |               |               |               |               |
| Китайские национальные игры             |               | 4             |               |               |               | 1             |               |               |               |               |               |               |               | 1             |               |

### Подробные результаты
На чемпионатах ИСУ награждают малыми медалями за короткую и произвольную программы. Текущие лучшие персональные результаты по системе ИСУ выделены жирным курсивом. К – командный результат; Л – личный зачёт.
| Сезон 2024—2025              | Сезон 2024—2025                                       | Сезон 2024—2025 | Сезон 2024—2025 | Сезон 2024—2025 |
| Дата                         | Соревнование                                          | КП              | ПП              | Сумма           |
| ---------------------------- | ----------------------------------------------------- | --------------- | --------------- | --------------- |
| 1–3 ноября 2024              | Grand Prix de France 2024                             | 1 88,12         | 11 130,93       | 8 219,05        |
| 22–24 ноября 2024            | Cup of China 2024                                     | 6 83,66         | 9 148,23        | 8 231,89        |
| Сезон 2023—2024              |                                                       |                 |                 |                 |
| Дата                         | Соревнование                                          | КП              | ПП              | Сумма           |
| 18–24 марта 2024             | Чемпионат мира 2024                                   | 39 58,53        | —               | 39 58,53        |
| 25–26 февраля 2024           | Китайские национальные игры 2024                      | 1 93,60         | 1 173,89        | 1 267,49        |
| 29 января – 4 февраля 2024   | Чемпионат четырёх континентов 2024                    | 5 89,41         | 5 167,48        | 5 256,89        |
| 6–9 декабря 2023             | Золотой конёк Загреба 2023                            | 1 91,25         | 1 167,42        | 1 258,67        |
| 10–12 ноября 2023            | Cup of China 2023                                     | 4 87,44         | 7 149,84        | 7 237,28        |
| 3–5 ноября 2023              | Grand Prix de France 2023                             | 7 81,43         | 8 145,36        | 8 226,79        |
| 3–5 октября 2023             | Shanghai Trophy 2023                                  | 3 76,21         | 3 162,12        | 3 238,33        |
| 14–16 сентября 2023          | Autumn Classic International 2023                     | 4 79,32         | 4 151,67        | 5 230,99        |
| Сезон 2022—2023              |                                                       |                 |                 |                 |
| Дата                         | Соревнование                                          | КП              | ПП              | Сумма           |
| 22–26 марта 2023             | Чемпионат мира                                        | 19 75,04        | 23 129,18       | 22 204,22       |
| 7–12 февраля 2023            | Чемпионат четырёх континентов 2023                    | 4 85,32         | 10 142,15       | 7 227,47        |
| Сезон 2021—2022              |                                                       |                 |                 |                 |
| Дата                         | Соревнование                                          | КП              | ПП              | Сумма           |
| 8–10 февраля 2022            | Зимние Олимпийские игры 2022                          | 11 90,98        | 8 179,45        | 9 270,43        |
| 4–7 февраля 2022             | Зимние Олимпийские игры 2022 (командные соревнования) | 6 82,87         | 4 155,04        | 5 (команда)     |
| 5–7 ноября 2021              | Гран-при Италии 2021                                  | 1 97,89         | 9 144,38        | 7 242,27        |
| 13–17 октября 2021           | Asian Open 2021                                       | 3 85,02         | 6 139,07        | 3 224,09        |
| Сезон 2020—2021              |                                                       |                 |                 |                 |
| Дата                         | Соревнование                                          | КП              | ПП              | Сумма           |
| 22–28 марта 2021             | Чемпионат мира 2021                                   | 19 77,95        | 22 121,20       | 22 199,15       |
| 6–8 ноября 2020              | Cup of China 2020                                     | 1 103,94        | 1 186,95        | 1 290,89        |
| Сезон 2019—2020              |                                                       |                 |                 |                 |
| Дата                         | Соревнование                                          | КП              | ПП              | Сумма           |
| 4–9 февраля 2020             | Чемпионат четырёх континентов 2020                    | 2 95,83         | 5 171,84        | 4 267,67        |
| 5–8 декабря 2019             | Финал Гран-при 2019/2020                              | 6 80,67         | 5 160,77        | 5 241,44        |
| 8–10 ноября 2019             | Cup of China 2019                                     | 2 85,43         | 1 176,10        | 1 261,53        |
| 25–27 октября 2019           | Skate America 2019                                    | 9 74,56         | 5 150,42        | 6 224,98        |
| 3–5 октября 2019             | Shanghai Trophy 2019                                  | 5 70,71         | 2 161,46        | 3 232,17        |
| 13–15 сентября 2019          | Lombardia Trophy 2019                                 | 1 101,09        | 2 167,22        | 1 268,31        |
| Сезон 2018—2019              |                                                       |                 |                 |                 |
| Дата                         | Соревнование                                          | КП              | ПП              | Сумма           |
| 18–24 марта 2019             | Чемпионат мира 2019                                   | 9 84,26         | 5 178,45        | 5 262,71        |
| 5–10 февраля 2019            | Чемпионат четырёх континентов 2019                    | 3 92,17         | 2 181,34        | 2 273,51        |
| 27–30 декабря 2018           | Чемпионат Китая 2019                                  | 1 98,01         | 1 204,58        | 1 302,59        |
| 23–25 ноября 2018            | Internationaux de France 2018                         | 7 79,41         | 10 129,48       | 9 208,89        |
| 1–3 ноября 2018              | Гран-при Хельсинки 2018                               | 3 85,97         | 5 141,31        | 5 227,28        |
| Сезон 2017—2018              |                                                       |                 |                 |                 |
| Дата                         | Соревнование                                          | КП              | ПП              | Сумма           |
| 19–25 марта 2018             | Чемпионат мира 2018                                   | 4 95,85         | 23 127,56       | 19 223,41       |
| 09–25 февраля 2018           | Зимние Олимпийские игры 2018                          | 4 103,32        | 5 194,45        | 4 297,77        |
| 22–28 января 2018            | Чемпионат четырёх континентов 2018                    | 2 100,17        | 1 200,78        | 1 300,95        |
| 24–26 ноября 2017            | Skate America 2017                                    | 6 77,97         | 4 168,06        | 4 246,03        |
| 3–5 ноября 2017              | Cup of China 2017                                     | 2 93,89         | 5 170,59        | 2 264,48        |
| 6–8 октября 2017             | Finlandia Trophy 2017                                 | 2 87,15         | 3 165,45        | 1 252,60        |
| Сезон 2016—2017              |                                                       |                 |                 |                 |
| Дата                         | Соревнование                                          | КП              | ПП              | Сумма           |
| 20–23 апреля 2017            | Командный чемпионат мира 2017                         | 3 97,98         | 7 174,63        | 5К/7Л 272,61    |
| 29 марта – 2 апреля 2017     | Чемпионат мира 2017                                   | 4 98,64         | 3 204,94        | 3 303,58        |
| 19–26 февраля 2017           | Азиатские зимние игры 2017                            | 1 92,86         | 2 187,22        | 2 280,08        |
| 15–19 февраля 2017           | Чемпионат четырёх континентов 2017                    | 4 91,33         | 5 176,18        | 5 267,51        |
| 24–25 декабря 2016           | Чемпионат Китая 2017                                  | 2 73,98         | 1 174,88        | 1 248,86        |
| 18–20 ноября 2016            | Cup of China 2016                                     | 1 96,17         | 2 182,37        | 2 278,54        |
| 21–23 октября 2016           | Skate America 2016                                    | 8 72,93         | 4 172,15        | 5 245,08        |
| Сезон 2015—2016              |                                                       |                 |                 |                 |
| Дата                         | Соревнование                                          | КП              | ПП              | Сумма           |
| 28 марта – 3 апреля 2016     | Чемпионат мира 2016                                   | 5 89,86         | 3 181,13        | 3 270,99        |
| 16–21 февраля 2016           | Чемпионат четырёх континентов 2016                    | 1 98,45         | 2 191,38        | 2 289,83        |
| 28–29 января 2016            | Национальные Зимние игры 2016                         | 1 87,34         | 1 196,62        | 1 283,96        |
| 26–27 декабря 2015           | Чемпионат КНР 2016                                    | 1 88,55         | 1 187,57        | 1 276,12        |
| 10–13 декабря 2015           | Финал Гран-при 2015/2016                              | 3 86,95         | 5 176,50        | 5 263,45        |
| 27–29 ноября 2015            | NHK Trophy 2015                                       | 2 95,64         | 2 170,79        | 2 266,43        |
| 6–8 ноября 2015              | Cup of China 2015                                     | 2 90,05         | 2 171,18        | 2 261,26        |
| Сезон 2014—2015              |                                                       |                 |                 |                 |
| Дата                         | Соревнование                                          | КП              | ПП              | Сумма           |
| 2–8 марта 2015               | Чемпионат мира среди юниоров 2015                     | 5 72,85         | 1 156,85        | 2 229,70        |
| 27–28 декабря 2014           | Чемпионат КНР 2015                                    | 1 87,24         | 1 180,24        | 1 267,48        |
| 11–14 декабря 2014           | Финал юниорского Гран-при 2014/2015                   | 2 75,30         | 5 125,72        | 4 201,02        |
| 11–14 сентября 2014          | Этап Гран-при среди юниоров: Япония                   | 1 70,88         | 1 151,04        | 1 221,92        |
| 27–30 августа 2014           | Этап Гран-при среди юниоров: Словения                 | 2 72,21         | 1 147,96        | 1 220,17        |
| Сезон 2013—2014              |                                                       |                 |                 |                 |
| Дата                         | Соревнование                                          | КП              | ПП              | Сумма           |
| 10–16 марта 2014             | Чемпионат мира среди юниоров 2014                     | 2 71,51         | 6 132,13        | 6 203,64        |
| 28–29 декабря 2013           | Чемпионат КНР 2014                                    | 3 71,00         | 1 158,18        | 1 229,18        |
| 5–8 декабря 2013             | Финал юниорского Гран-при 2013/2014                   | 5 68,42         | 1 150,31        | 1 218,73        |
| 9–12 октября 2013            | Этап Гран-при среди юниоров: Эстония                  | 2 69,06         | 1 141,79        | 1 210,85        |
| 28 августа – 1 сентября 2013 | Этап Гран-при среди юниоров: Латвия                   | 2 63,19         | 2 126,60        | 1 189,79        |
| Сезон 2012—2013              |                                                       |                 |                 |                 |
| Дата                         | Соревнование                                          | КП              | ПП              | Сумма           |
| 27 февраля – 3 марта 2013    | Чемпионат мира среди юниоров 2013                     | 6 62,82         | 4 129,76        | 4 192,58        |
| 20–21 декабря 2012           | Чемпионат КНР 2013                                    | 1 75,84         | 5 127,20        | 3 203,04        |
| 6–9 декабря 2012             | Финал юниорского Гран-при 2012/2013                   | 6 60,73         | 5 127,22        | 5 187,95        |
| 27–29 сентября 2012          | Этап Гран-при среди юниоров: Словения                 | 6 58,10         | 2 128,35        | 2 186,45        |
| 22–25 августа 2012           | Этап Гран-при среди юниоров: Франция                  | 1 62,98         | 1 131,15        | 1 194,13        |
| Сезон 2011—2012              |                                                       |                 |                 |                 |
| Дата                         | Соревнование                                          | КП              | ПП              | Сумма           |
| 1–4 января 2012              | Национальные Зимние игры 2012                         | 3 71,95         | 5 133,57        | 4 205,52        |
| 20–23 сентября 2011          | Чемпионат КНР 2012                                    | 4 62,86         | 5 130,78        | 4 193,64        |
| 23–26 августа 2011           | Кубок Азии 2011                                       | 1 58,00         | 1 119,14        | 1 177,17        |

## Рекорды и достижения
- Первый фигурист, чисто исполнивший суммарно шесть четверных прыжков в короткой и произвольной программах на международном соревновании (Чемпионат четырёх континентов 2016)[87].
- Первый фигурист, который исполнил три вида четверных прыжков в произвольной программе (лутц, сальхов, тулуп) (Чемпионат четырёх континентов 2016)[4].
- Первый фигурист, чисто исполнивший четыре четверных прыжка в произвольной программе на международном соревновании (четверной лутц — тройной тулуп, четверной сальхов, четверной тулуп — двойной тулуп, четверной тулуп) (Чемпионат четырёх континентов 2016)[4].
- Боян первый фигурист, который приземлил четверной лутц на положительные GOE на международных соревнованиях (Cup of China 2015).
- Каскад четверной лутц — тройной тулуп, исполненный Цзинь Бояном на чемпионате четырёх континентов 2016 года, был оценен на рекордные 19,76 балла за один прыжковый элемент[88]. Рекорд побит американцем Нейтаном Ченом, исполнившим тот же элемент на 19,90 балла в финале Гран-при сезона 2016/17.